# 구례군·승주군
구례군·승주군은 대한민국의 옛 국회의원 선거구이다. 당시 전라남도 구례군과 승주군 지역을 관할했다.

## 역사
제13대 국회의원 선거를 앞두고 순천시·구례군·승주군 선거구에서 분리되면서 신설되었다.
제14대 국회의원 선거를 앞두고 구례군은 곡성군과 함께 곡성군·구례군 선거구를 이루고, 승주군은 승주군 단독 선거구를 이루게 됨에 따라 폐지되었다.

## 역대 국회의원
| 선거   | 정당 | 정당       | 의원   |
| ------ | ---- | ---------- | ------ |
| 1988년 |      | 평화민주당 | 조순승 |

### 대한민국 제13대 국회의원 선거
|  | 76.50% |

|  | 23.49% |